# Nina Raspopova
Nina Maksimovna Raspopova (en russe : Нина Максимовна Распопова), née le 31 décembre 1913 à Magdagachi et morte le 2 juillet 2009 à Mytichtchi (Moscou), est une commandante aviatrice soviétique de régiment du 588e NBAP, 325e division d'aviation de bombardiers de nuit, 4e armée de l'air sur le Deuxième front biélorusse pendant la Seconde Guerre mondiale. 
Pour son service dans l'armée, lui est décerné le titre d'Héroïne de l'Union soviétique le 15 mai 1946.

## Enfance et éducation
Raspopova est née dans une famille russe de Magdagachi dans l'Oblast de l'Amour dans l'Empire russe. Elle est diplômée du Blagoveshchensk Mining College avant d'être diplômée de l'école de vol Khabarovsk en 1933. Elle déménage ensuite à Moscou pour continuer sa formation en aviation civile à l'aéro-club central et obtient son diplôme en 1940. Avant de s'enrôler dans l'armée, elle travaille comme géologue dans les mines de la Transbaïkalie ainsi qu'en tant qu'instructrice de vol à Spassk dans l'extrême-orient russe et dans les aéro-clubs d'Omsk et de Mytichtchi. À un moment, le Komsomol lui interdit, à elle et plusieurs autres étudiants, de voler, mais la décision est finalement abrogée et Raspopova est autorisée à voler de nouveau.

## Carrière militaire
Raspopova rejoint l'armée en octobre 1941 après le début de la Grande Guerre Patriotique et, à l'issue de sa formation est envoyée sur le front de l'Est en mai 1942.
Pendant une mission en 1942, après un bombardement simple, son Polikarpov Po-2 est touché par les tirs anti-aériens de forces de l'Axe. Pour éviter l'incendie, elle manœuvre l'avion dans une plongée raide conduisant les forces de l'Axe à penser qu'ils avaient réussi à l'abattre ; quand elle commence à remonter en altitude au-dessus du lac, sa navigatrice remarque que le réservoir de carburant est en feu.
Sur une autre mission la même année, son Po-2 est de nouveau touché par des tirs anti-aériens, causant plus de dommages cette fois-là. Le réservoir de carburant explose et pulvérise du carburant dans la cabine, endommageant les moteurs et blessant grièvement sa navigatrice Larissa Radchikova. L'avion atterri dans un champ de mines, mais tous les membres d'équipage sont secourus par un commissaire d'une unité d'artillerie envoyé les chercher. Ayant subi plusieurs blessures nécessitant une intervention chirurgicale, Raspopova est opérée et retourne au front moins de deux mois après.
Elle a participé aux batailles de Crimée, de Berlin et de Varsovie. Pendant la guerre, elle effectue 805 missions de guerre, parfois de huit sorties en une nuit,.

## Après-guerre
Raspopova reçoit le titre d'Héroïne de l'Union soviétique et de l'Ordre de Lénine le 15 mai 1946 pour « l'accomplissement exemplaires de ses missions et sa démonstration de courage et d'héroïsme dans les batailles contre les envahisseurs fascistes allemands ».
Elle ne poursuit pas sa carrière dans l'aviation après la guerre, mais reste en contact avec beaucoup d'autres membres du régiment, en tant que secrétaire d'un conseil local. Elle est décédée à l'âge de 95 ans dans le quartier de Mytichtchi à Moscou le 2 juillet 2009,.

## Distinctions
- Héroïne de l'Union soviétique
- Ordre de Lénine
- Deux Ordres du Drapeau rouge
- Trois Ordre de la Grande Guerre patriotique, 1re Classe
- Ordre de l'Amitié des peuples
- Médaille du Courage
- Médaille pour la Libération de Varsovie
- Médaille pour la victoire sur l'Allemagne dans la Grande Guerre Patriotique de 1941-1945
- Ordre de l'Honneur
- Médaille pour la défense du Caucase
- Medal of Zhukov (en)
- Médaille de Vétéran du Travail (en)
- Jubilee Medal "In Commemoration of the 100th Anniversary of the Birth of Vladimir Ilyich Lenin" (en)
- Jubilee Medal "Twenty Years of Victory in the Great Patriotic War 1941–1945" (en)
- Jubilee Medal "Forty Years of Victory in the Great Patriotic War 1941–1945" (en)
- Jubilee Medal "60 Years of Victory in the Great Patriotic War 1941–1945" (en)
- Jubilee Medal "50 Years of the Armed Forces of the USSR" (en)
- Jubilee Medal "60 Years of the Armed Forces of the USSR" (en)
- Jubilee Medal "70 Years of the Armed Forces of the USSR" (en)
- Medal "In Commemoration of the 850th Anniversary of Moscow" (en)